# Koper (stacja kolejowa)
Koper – stacja kolejowa w mieście Koper, w Słowenii. Jest zarządzana przez SŽ-Infrastruktura.